# Орпінгтон (порода курей)

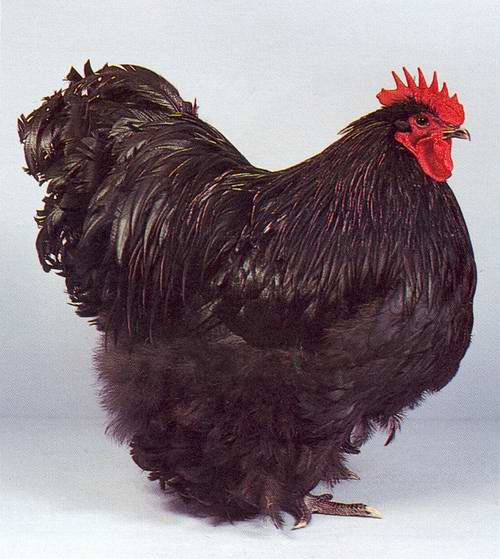
Чорний орпінгтон (півень)

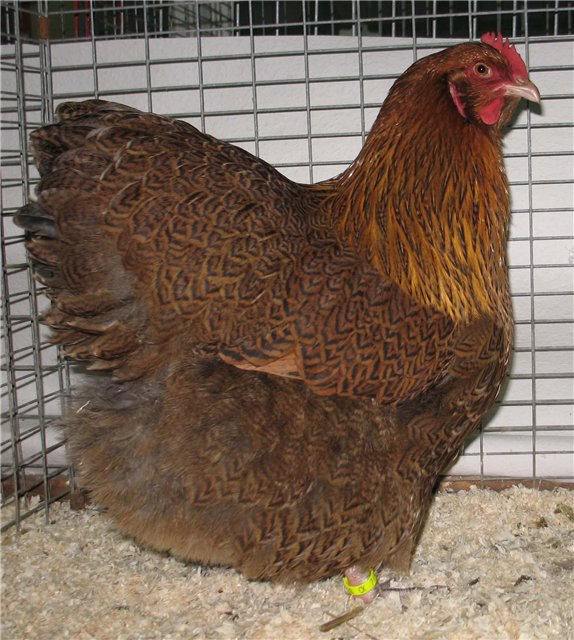
Куропатчатий орпінгтон (курка)

Орпінгтон — м'ясна порода курей. Отримала свою назву від міста Орпінгтон в графстві Кент, в Англії, де вона була виведена Вільямом Куком, метою якого було отримати породу для загального користування, що відповідає англійським вимогам — наприклад білу шкіру, а не жовту, як в американських порід.

## Продуктивність
Жива маса півнів 5-7 кг, курей — 4,5 — 5,5 кг.
Несучість 140—160 яєць в рік.
Вага яєць 65-71 г.
Колір шкаралупи жовтий-коричневий.
Виводимість молодняку 93%.

## Історія
Робота з виведення орпінгтона почалася у 1876 році. Спочатку вони мали дві форми гребеня: розоподібну і листоподібну. Згодом стали розводити птицю тільки з листоподібною формою гребеня. Перший виведений орпінгтон був чорного кольору. Спочатку деякі птахівники засуджували курку Кука — вони вважали, що птах нестабільний. Але бізнесмен домігся свого: він виростив хорошу, міцну, здорову птицю, яка швидко відгодовувалась; у неї була висока несучість і в умовах вільного вигулу могла сама собі добувати корм.

## Види забарвлення
За кольором оперення є 11 різновидів: чорна, біла, жовта, порцелянова, чорно-біла, блакитна, смугаста, червона, куропатчаста, березова, жовта з чорною облямівкою.

### Чорний орпінгтон
Чорний орпінгтон — перша виведена В. Куком різновидність. В її утворенні брали участь: чорні голоногі лангшани, мінорки і чорні плімутроки. Нова порода зустріла теплий прийом серед численних дрібних господарів. Крім господарських властивостей, орпінгтони приваблювали своєю зовнішністю. Багато хто прагнув вдосконалити новинку. Наприклад, Партінгтон схрестив їх з чорними кохінхінами, які надали орпінгтону пишність оперення. Надалі саме тип Партінгтона став типовим для орпінгтонів. Згодом чорний орпінгтон дав початок окремій породі австралорп, яка зберегла всі господарські якості предка.

### Білий орпінгтон
Білий орпінгтон — з'явився вперше на виставці у 1889 році. Вони були отримані схрещуванням чорних гамбурзьких з білими леггорнами. Білі кури, отримані від такого схрещування, злучалися з півнями доркінг білого забарвлення. Також безсумнівна участь у виведенні була білих кохінхінів. Білий колір м'яса і оперення завжди є перевагою при виробництві м'ясних тушок, до того ж вони володіють необхідною м'ясистістю.

### Палевий орпінгтон
Палеві орпінгтони виведені схрещуванням темного доркінга, палевих кохінхінів і золотистих гамбурзьких. На виставках з'явилися у 1894 році. Жовті орпінгтони на момент свого створення були першокласною загальнокористувацькою породою. Вони володіють великою витривалістю, мають хорошу несучість і дають чудову м'ясну тушку, оскільки мають біле забарвлення шкіри та ніг. З моменту своєї появи й по теперішній час жовті орпінгтони є найпоширенішим забарвленням цієї породи.

### Порцеляновий орпінгтон
Порцелянові орпінгтони — або як їх ще називають «Орпінгтон діамантового ювілею», виведені у 1897 році, в рік діамантового ювілею королеви Вікторії, звідки і походить їхня назва. Кажуть, що отримані вони, так само як і жовті орпінгтони, але не з темними доркінгами, а зі строкатими.

### Чорно-білий орпінгтон
У 1899 році з'явилися чорно-білі орпінгтони. Вивели їх за участю чорного доркінга, смугастих плімутроків і сріблясто-плямистих гамбурзьких.

### Червоний орпінгтон
Червоні орпінгтони виведені в Німеччині схрещуванням жовтих орпінгтонів темного відтінку з червоними суссексами, червоними род-айленд і куропатчастим віандотом. На виставці в Мюнхені з'явилися вперше у 1905 році.

## Опис
Орпінгтон типова загальнокористувацька порода, великий зріст, біло-рожева шкіра, біле, ніжне м'ясо, тонкість кістяка і здатність до відгодівлі робить орпінгтона цінною м'ясною породою. Разом з тим і несучість досить висока. Насиджують орпінгтони добре. Курчата вирощуються легко. Загалом орпінгтони витривалі, порівняно легко і швидко ростуть, порівняно легко переносять спеку і холод. Хоча можуть міститися в обмеженому вигулі, але кращі результати в сенсі росту курчат і більшої несучості отримують на великих вигулах. Для повного успіху дуже важливий чистокровний, темпераментний півень. Огорожа вигулу повинна бути не менше 1,5 метрів, цей рівень для орпінгтонів достатній.

### Породні ознаки півня
- Корпус: тулуб великий, масивний, широко і низько посаджений.
- Шия: середньої довжини, оперення рясне, злегка нахилена.
- Груди: низькі, широкі, особливо об'ємно розвинені.
- Спина: широка, виходить з сильно розвинених плечей, здається короткою через рясне оперення на шиї і сідлі, поступово переходить у хвіст. Шийно-спинно-хвостова лінія утворює рівну дугу.
- Крила: маленькі, міцно притиснуті.
- Хвіст: короткий через повну сідловину, дуже широкий, пір'я дуже багато.
- Живіт: широкий, об'ємний, низький.
- Голова: маленька, округлена.
- Гребінь: простий, стоячий, низький, рівномірно має 5-6 зубчиків, не надто широкий, слідує лінії потилиці.
- Сережки середньої величини, округлені.
- Вушні мочки: червоні, середньої довжини.
- Дзьоб: сильний.
- Очі: від помаранчевого до чорного, в залежності від кольору оперення.
- Стегенце: тілесного кольору, вкрите пухнастим оперенням.
- Лапи: середньої довжини, без пір'я.

### Породні ознаки курки
- За формою кремезніша, ніж півень.
- Спина: попри рясне оперення на шиї та сідлі ще помітна. Видно рівний вигин лінії голова-спина-хвіст.
- Хвіст: короткий, дуже широкий, весь покритий пір'ям. Найвища точка хвоста недалеко від кінчика хвоста.